# Wilhelm I. zu Solms-Greifenstein
Wilhelm I. Graf zu Solms-Greifenstein (* 18. April 1570 auf Schloss Braunfels; † 3. Februar 1635 auf Burg Greifenstein) war Regent der Grafschaft Solms-Greifenstein und Initiator des Ausbaues der Wehranlage Burg Greifenstein.

## Leben

### Herkunft und Familie
Wilhelm I. zu Solms-Greifenstein wuchs mit seinen dreizehn Geschwistern, darunter Johann Albrecht I., in der Hochadelsfamilie Solms auf und war der Sohn des Grafen Konrad zu Solms-Braunfels (1540–1592) und dessen Gemahlin Elisabeth Gräfin von Nassau-Dillenburg (1542–1603).
Am 23. August 1600 heiratete er in Dillenburg Amalia Gräfin von Nassau-Dillenburg (1582–1635), Tochter Johanns VI. von Nassau-Dillenburg.
Aus der Ehe stammten die Kinder
- Johann Konrad (1603–1635)
- Sabine (1606, ⚭ 1626 Georg Hartmann von Zinzendorf)
- Amalia (1607–1608)
- Juliana (1605–1629)
- Wilhelm (1609–1651), sein Sohn Wilhelm Moritz beerbte ihn
- Ludwig (1614–1676)
- Kunigunde (1615–1635)
- Anna Amalia (1617–1640, ⚭ 1636 Philipp Reinhard Graf zu Solms-Hohensolms)
- Ernst Kasimir (1620–1648)

Wilhelm war der Begründer der Stammlinie Solms-Greifenstein und starb 1635 an der Pest-Epidemie.

### Wirken
Wilhelm absolvierte ein Studium der Mathematik, Kriegsbaukunde und alte Sprachen an den Universitäten in Herborn, Straßburg und Genf. 1602 übernahm er die Regierungsgeschäfte der Grafschaft von Solms-Greifenstein, die durch Erbteilung der Grafschaft Solms-Braunfels entstanden war.
1742 wurden die Grafen von Solms in den Reichsfürstenstand erhoben.
Die Burg Greifenstein wurde auf seine Veranlassung 1603 durch die Errichtung von Kasematten zu einer der am besten gesicherten Wehranlagen Deutschlands ausgebaut.